# Pachnoda tridentata
Pachnoda tridentata är en skalbaggsart som beskrevs av Olivier 1789. Pachnoda tridentata ingår i släktet Pachnoda och familjen Cetoniidae.

## Underarter
Arten delas in i följande underarter:
- P. t. moseri
- P. t. diabolica
- P. t. lachaumei